# 岡川 (徳島県)
岡川（おかがわ）は、徳島県阿南市を流れる那賀川水系の河川である。

## 地理
阿南市（旧那賀郡大野村大字下大野八貫堰）の水源から阿南市内を流れ那賀川の支流・桑野川と合流する。
岡川に生息するオヤニラミは1967年（昭和42年）に徳島県の天然記念物に指定された。

## 支流
- 畑田川

## 流域の自治体
徳島県
阿南市